# 香港品牌內銷協會
香港品牌內銷協會（英語：Hong Kong Brand for China Market Assoication，簡稱HKBCMA），是一個香港的非牟利機構。該會在2009年6月為武漢崇光百貨建立首個香港女裝品牌專店 。

## 宗旨
為有意內銷的香港品牌創造一個交流平臺，協助中小型企業轉型和拓展內地市場，從而實踐創就業、保企業、增內需。

## 主要工作
- 為企業提供咨詢服務；
- 定期舉辦實戰工作坊，幫助香港地區企業了解內地市場；
- 協助香港大學生認識國內零售市場。

## 外部連結
香港品牌內銷協會